# Фурса, Даниил
Даниил Фурса (эст. Daniil Fursa; 6 января 1997, Таллин, Эстония) — эстонский хоккеист и  крайний нападающий клуба «Кременчуг», выступающего в УХЛ.

## Карьера
Начинал свою карьеру в юношеских командах австрийского «Зальцбурга». В сезоне 2013/14 Фурса начал свою взрослую карьеру в  рижском «Динамо-Юниорсе». Затем он играл на родине в Эстонии, Латвии и в студенческой лиге США. В 2016 году Фурса перешел во взрослую команду финского клуба «Хермес».

## Сборная
Даниил Фурса был капитаном молодежной сборной Эстонии по хоккею с шайбой. С 2016 года он вызывается в главную национальную команду страны.